# 阿尔梅季耶夫斯克
54°54′N 52°19′E / 54.900°N 52.317°E
阿爾梅季耶夫斯克（俄语：Альме́тьевск）是俄羅斯韃靼斯坦共和國東南部的一個城市，位於扎伊河南岸。2002年人口140,437人。
1953年設市。友谊输油管道一端位於該市，為石化工業中心。